# Słowacy w Serbii

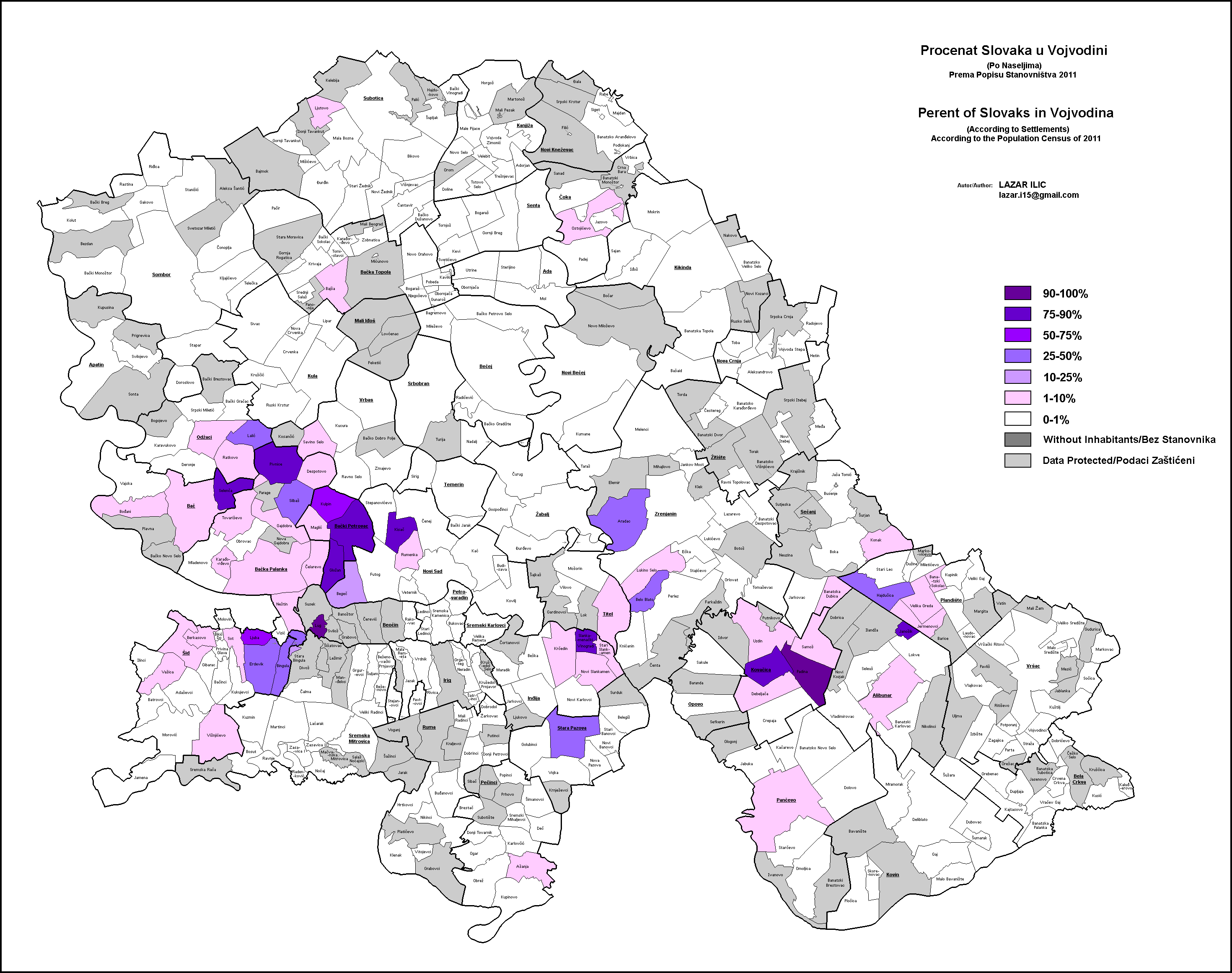
Udział Słowaków w ogólnej populacji gmin Wojwodiny w 2011 roku

Serbscy Słowacy stanowią jedną z większych mniejszości narodowych zamieszkujących terytorium Republiki Serbii. Dane ze spisu powszechnego z 2022 roku mówią, że w Serbii żyje 41 730 osób deklarujących swoją narodowość jako słowacką, co z kolei odpowiada za 0,63% populacji całego kraju. Serbscy Słowacy w zdecydowanej większości zamieszkują obszar Autonomicznej Prowincji Wojwodiny na północy Serbii.
Cechą odróżniającą Słowaków z Serbii i Słowacji jest fakt, że ci pierwsi przynależą głównie do kościołów protestanckich. Posiadają oni własne wydawnictwo i drukują prasę w języku ojczystym. Słowackie dzieci z kolei mają dostęp do edukacji we własnym języku w wybranych placówkach oświatowych w Wojwodinie.